# Stephanie Schweitzer
Stephanie Schweitzer (nascida em 16 de setembro de 1992) é uma atleta paralímpica australiana.

## Vida pessoal
Stephanie nasceu em 16 de setembro de 1992 com deficiência intelectual e estudou na escola de ensino médio Baulkham Hills. Desde 2012 trabalha como treinadora pessoal (personal trainer).

## Carreira
Stephanie começou a competir em 2005 e participou dos Jogos Escolares do Pacífico no mesmo ano. Sagrou-se campeã nacional nos 400 metros. Stephanie representou a Austrália pela primeira vez em 2007, no Campeonato Mundial da Federação Internacional de Esportes para Pessoas com Deficiência Intelectual [en] (INAS-FID). Nos Jogos Arafura de 2011, ela terminou em primeiro lugar na prova de salto em distância (ambulantes) com a marca de 4,78 metros e ficou em terceiro lugar nos 400 metros com o tempo de 63,93 segundos. Neste mesmo ano, disputou o Campeonato Australiano de Atletismo e ficou em terceiro lugar no salto em distância com a marca de 4,81 metros. Em 2011, no Campeonato Mundial para atletas com deficiência intelectual (Jogos Globais), Stephanie disputou as provas de 100, 200 e 400 metros e no salto em distância, terminando em segundo lugar nos 100 metros. Disputou o campeonato nacional em 2012, onde venceu a prova dos 200 metros com o tempo de 26,70 segundos. Em 2012, ficou em quinto lugar no mundial ao disputar a prova de salto em distância da sua categoria. Foi selecionada para representar a Austrália no atletismo dos Jogos Paralímpicos de 2012 em Londres, onde competiu no salto em distância, na categoria F20, terminando na quarta posição.

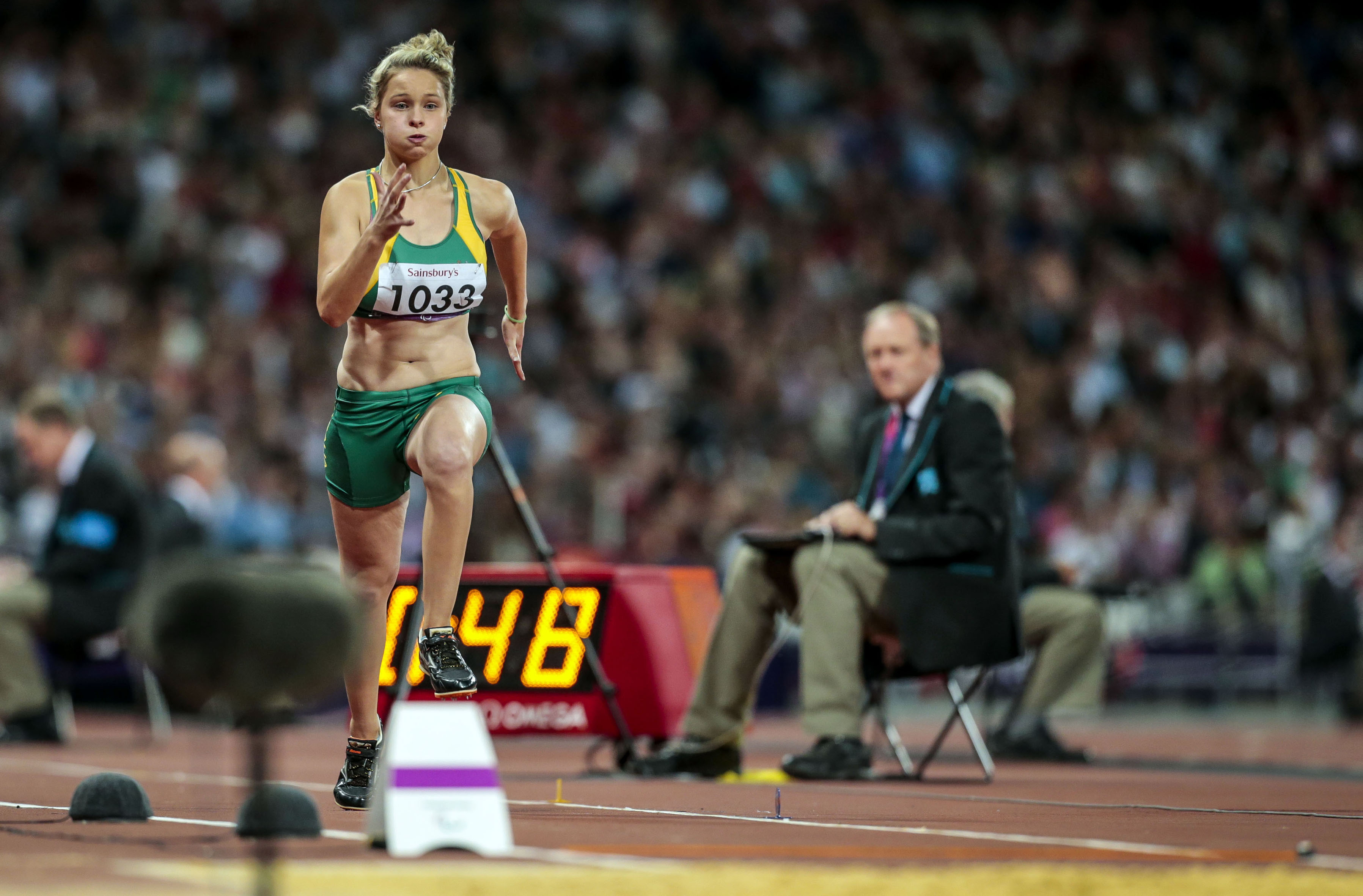
Stephanie disputando a Paralimpíada de Londres, em 2012.